# مسابقات جهانی دو و میدانی ۲۰۰۵

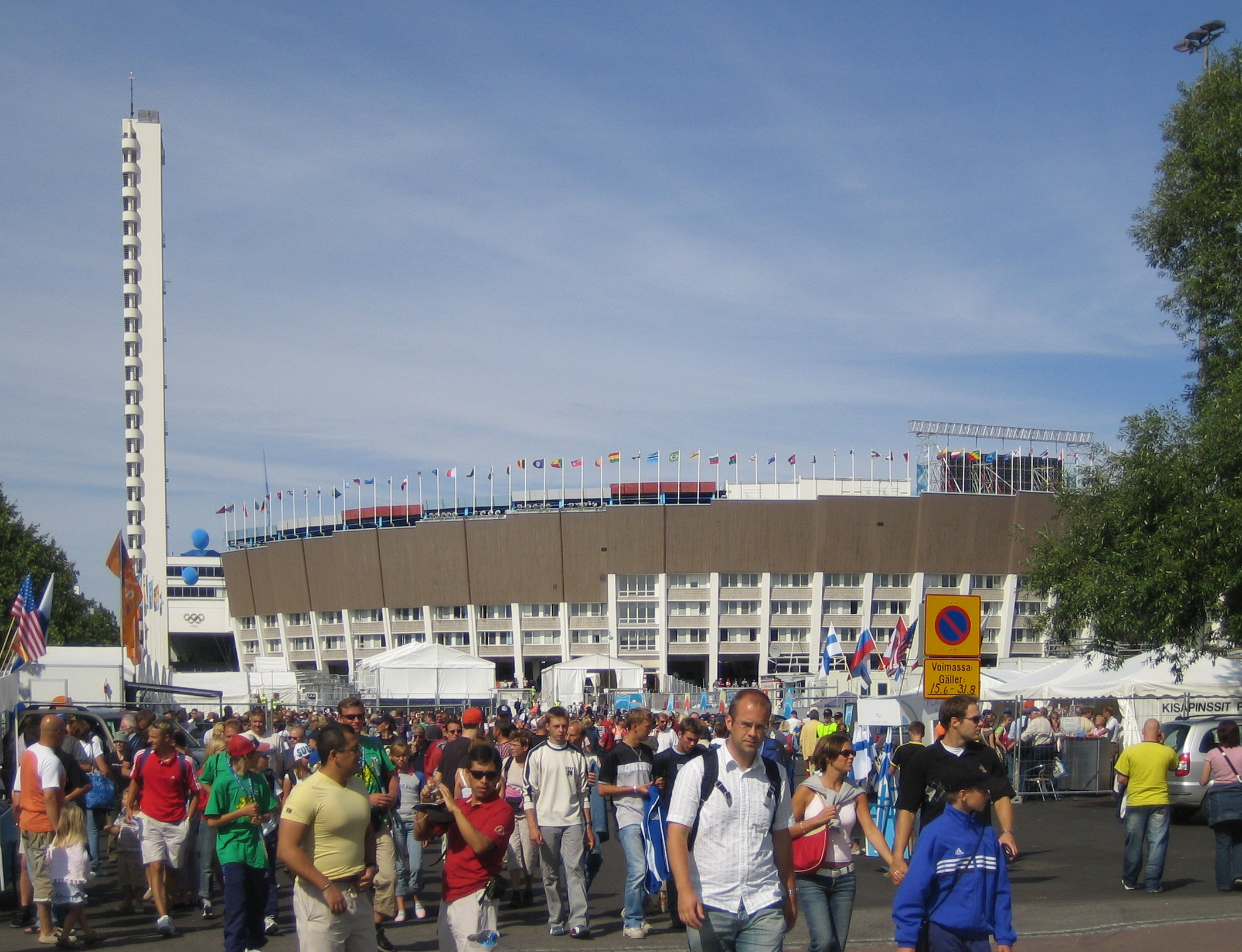
ورزشگاه المپیک هلسینکی در روز افتتاحیه مسابقات جهانی دو و میدانی ۲۰۰۵

مسابقات جهانی دو و میدانی ۲۰۰۵ (به انگلیسی: 2005 World Championships in Athletics) دهمین دوره مسابقات جهانی دو و میدانی بوده‌است که در شهر هلسینکی، فنلاند زیر نظر اتحادیه بین‌المللی فدراسیون‌های دو و میدانی برگزار شده‌است.
این مسابقات از ۶ آگوست تا ۱۴ اوت ۲۰۰۵ با حضور ۱٬۸۹۱ ورزشکار از ۱۹۶ کشور جهان انجام شده‌است.

## رشته‌های ورزشی
- ۱۰۰ متر
- ۲۰۰ متر
- ۴۰۰ متر
- ۸۰۰ متر
- ۱٬۵۰۰ متر
- ۵٬۰۰۰ متر
- ۱۰٬۰۰۰ متر
- ماراتون
- ۱۱۰ متر با مانع
- ۴۰۰ متر با مانع
- ۳٬۰۰۰ متر با مانع
- دو ۲۰ کیلومتر
- دو ۵۰ کیلومتر
- ۴x۱۰۰ متر امدادی
- ۴x۴۰۰ متر امدادی
- پرش ارتفاع
- پرش با نیزه
- پرش طول
- پرش سه‌گام
- پرتاب وزنه
- پرتاب دیسک
- پرتاب چکش
- پرتاب نیزه
- دهگانه

## مدال‌ها بر پایه کشور
| رتبه | کشور                | طلا | نقره | برنز | مجموع |
| ۱.   | ایالات متحده آمریکا | ۱۴  | ۸    | ۳    | ۲۵    |
| ۲.   | روسیه               | ۷   | ۸    | ۵    | ۲۰    |
| ۳.   | اتیوپی              | ۳   | ۴    | ۲    | ۹     |
| ۴.   | کوبا                | ۲   | ۴    | ۰    | ۶     |
| ۵.   | بلاروس              | ۲   | ۲    | ۱    | ۵     |
| ۶.   | فرانسه              | ۲   | ۱    | ۴    | ۷     |
| ۷.   | سوئد                | ۲   | ۰    | ۱    | ۳     |
| ۸.   | بحرین               | ۲   | ۰    | ۰    | ۲     |
| ۹.   | جامائیکا            | ۱   | ۵    | ۲    | ۸     |
| ۱۰.  | کنیا                | ۱   | ۲    | ۴    | ۷     |
| ۱۱.  | مراکش               | ۱   | ۲    | ۰    | ۳     |
| ۱۲.  | آلمان               | ۱   | ۱    | ۳    | ۵     |
| ۱۳.  | باهاما              | ۱   | ۱    | ۰    | ۲     |
| ۱۳.  | استونی              | ۱   | ۱    | ۰    | ۲     |
| ۱۳.  | هلند                | ۱   | ۱    | ۰    | ۲     |
| ۱۶.  | بریتانیای کبیر      | ۱   | ۰    | ۲    | ۳     |
| ۱۷.  | اکوادور             | ۱   | ۰    | ۰    | ۱     |
| ۱۷.  | لیتوانی             | ۱   | ۰    | ۰    | ۱     |
| ۱۷.  | قطر                 | ۱   | ۰    | ۰    | ۱     |
| ۱۷.  | اوگاندا             | ۱   | ۰    | ۰    | ۱     |
| ۱۷.  | اوکراین             | ۱   | ۰    | ۰    | ۱     |
| ۲۲.  | جمهوری چک           | ۰   | ۱    | ۲    | ۳     |
| ۲۳.  | غنا                 | ۰   | ۱    | ۱    | ۲     |
| ۲۳.  | لهستان              | ۰   | ۱    | ۱    | ۲     |
| ۲۳.  | اسپانیا             | ۰   | ۱    | ۱    | ۲     |
| ۲۶.  | نروژ                | ۰   | ۱    | ۰    | ۱     |
| ۲۶.  | چین                 | ۰   | ۱    | ۰    | ۱     |
| ۲۶.  | تانزانیا            | ۰   | ۱    | ۰    | ۱     |
| ۲۶.  | ترینیداد و توباگو   | ۰   | ۱    | ۰    | ۱     |
| ۳۰.  | ژاپن                | ۰   | ۰    | ۲    | ۲     |
| ۳۰.  | پرتغال              | ۰   | ۰    | ۲    | ۲     |
| ۳۰.  | رومانی              | ۰   | ۰    | ۲    | ۲     |
| ۳۳.  | استرالیا            | ۰   | ۰    | ۱    | ۱     |
| ۳۳.  | کانادا              | ۰   | ۰    | ۱    | ۱     |
| ۳۳.  | فنلاند              | ۰   | ۰    | ۱    | ۱     |
| ۳۳.  | مجارستان            | ۰   | ۰    | ۱    | ۱     |
| ۳۳.  | ایتالیا             | ۰   | ۰    | ۱    | ۱     |
| ۳۳.  | مکزیک               | ۰   | ۰    | ۱    | ۱     |
| ۳۳.  | نیوزیلند            | ۰   | ۰    | ۱    | ۱     |
| ۳۳.  | سنت کیتس و نویس     | ۰   | ۰    | ۱    | ۱     |